# میشائیل استاسبورگ
مایکل استاسبورگ (به آلمانی: Michael Stausberg) (متولد ۲۸ آوریل ۱۹۶۶) پژوهشگر آلمانی ادیان است. او در کلن به دنیا آمده‌است. در بن، توبینگن، برگن و روم تحصیل کرده‌است. اکنون او استاد دانشگاه برگن نروژ است. در سال ۲۰۱۲ او به عنوان عضو آکادمی علوم و نامه‌های نروژ انتخاب گشت. زمینه علاقه او به زرتشتی‌گری، روحانیون زرتشتی در دوره معاصر هندوستان است.

## آثار
- Riter och ritteorier. Religionshistoriska diskussioner och teoretiska ansatser (2002)
- Die Religion Zarathushtras. Geschichte - Gegenwart - Rituale. 3 Volumes, Stuttgart: Kohlhammer
  - Volume 1, 2002, شابک ‎۳−۱۷−۰۱۷۱۱۸−۶
  - Volume 2, 2002, شابک ‎۳−۱۷−۰۱۷۱۱۹−۴
  - Volume 3, 2004, شابک ‎۳−۱۷−۰۱۷۱۲۰−۸
- Zoroastrian Rituals in Context (2004) (ed.)
- Zarathustra und seine Religion (2005)
- Theorizing Rituals (2006/7) (co-editor)
- Contemporary Theories of Religion (2009) (ed.)
- Religion im modernen Tourismus (2010)
- Religion and Modern Tourism (Forthcoming)
- Routledge Handbook of Research Methods in the Study of Religion. (2014) (ed.)